# Marko Gajić
Marko Gajić (* 10. April 1997 in Kranj) ist ein slowenischer Fußballspieler.

## Karriere

### Verein
Gajić begann seine Karriere beim NK Triglav Kranj. Zur Saison 2014/15 wechselte er zum ND Ilirija 1911. Zur Saison 2015/16 kehrte er wieder zu Triglav zurück. Zur Saison 2016/17 rückte er in den Kader der ersten Mannschaft des Zweitligisten. Bis zur Winterpause kam er zu sechs Einsätzen in der 2. SNL. Im Februar 2017 wurde er innerhalb der Stadt an den Ligakonkurrenten NK Kranj verliehen. Dort kam er bis Saisonende zu acht Zweitligaeinsätzen.
Zur Saison 2017/18 kehrte er wieder zu Triglav zurück, das in seiner Abwesenheit in die 1. SNL aufgestiegen war. Im Juli 2017 debütierte der Mittelfeldspieler dann in der höchsten slowenischen Spielklasse. Insgesamt kam er zu 44 Erstligaeinsätzen, ehe er mit Kranj am Ende der Saison 2019/20 wieder in die 2. SNL abstieg. Nach weiteren drei Zweitligaeinsätzen wechselte Gajić im Januar 2021 nach Nordmazedonien zum Erstligisten KF Renova. Für Renova spielte er aber nur einmal in der Prva Makedonska Liga.
Zur Saison 2021/22 wechselte er nach Österreich zum viertklassigen SAK Klagenfurt. Mit den Klagenfurtern stieg er zu Saisonende in die Regionalliga Mitte auf.

### Nationalmannschaft
Gajić spielte zwischen November 2012 und Mai 2013 fünfmal im slowenischen U-16-Team.